# 斯特拉 (意大利)
斯特拉（義大利語：Stra），是意大利威尼托大区威尼斯省的一个市镇。总面积8平方公里，人口7636人，人口密度954.5人/平方公里（2009年）。国家统计（ISTAT）代码为027039。